# オスカー・エルプスレー

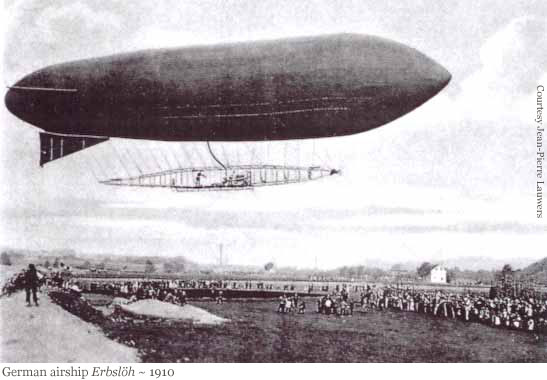
エルプスレーの飛行船

オスカー・エルプスレー（Oskar Erbslöh、1879年4月21日 - 1910年7月13日）はドイツの気球乗り、飛行船開発者である。1910年、自らの製作した飛行船が爆発し死亡した。
エルバーフェルト、（現在のヴッパータール）の商人の家に生まれた。商人として海外で経験を積み、アメリカも訪れた。1905年に、気球乗りのライセンスを得て、1906年には国内の気球レースで優勝を重ね、1907年9月15日には 国際飛行連盟の主催するレースで好成績をおさめ、1907年10月21日にはアメリカで行われた、気球の国際レース、ゴードン・ベネット・カップで40時間で1403.55kmを飛行し、優勝した。
1908年から動力付の飛行船の開発を始め、ライン＝ヴェストファーレン飛行船協会（Rheinisch-Westfälische Motorluftschiff-Gesellschaft）を飛行船建造のために設立し、ハンガーを建設し、飛行船の設計を始めた。全長53.20mで125馬力のエンジンを積んだ飛行船、エルプスレーは1909年12月12日にテストが始められた。1910年7月13日、気嚢が天候の変化によって暖められたガスを逃がすことができずき気嚢が裂けて漏れた水素ガスに引火して爆発した。エルプスレーら5人の乗員は死亡した。